# Аль-Хасан I ібн Мухаммад
Аль-Хаджам Аль-Хасан I ібн Мухаммад ібн Мухаммад ібн аль-Касем ібн Ідріс (араб. الحجام الحسن بن محمد بن القاسم بن إدريس; д/н–944) — 10-й імам і султан держави Ідрісидів у Магрибі в 925—927 роках. Лакаб Аль-Хаджам з берберської мови перекладається як «Цілитель».

## Життєпис
Син Мухаммада і онук Аль-Касема, сина імама Ідріса I. Мав володіння між Арзілою і Танжером, до 922 року поширивши їх на Ер-Риф. У 925 році скористався конфліктом між Масалою ібн Хабусом, підкорювачем західного Магрибу, та династією Фатімідів, повставши проти останніх.
Аль-Хасан зумів захопити Фес та в значній мірі відновити кордони держави Ідрісидів. Втім вже у 927 році у битві біля Фесу зазнав поразки від Муси ібн Абу аль-Афії, валі (намісника) південного Магрибу. Після цього Аль-Хасан втік до Ер-Рифу, де намагався організувати спротив.
Зрештою зазнав поразки, перебравшись до Кордовського халіфату, де помер у 944 році. Спротив Ідрісидів очолив його брат Аль-Касім.